# Fantasia F minor (Schubert)

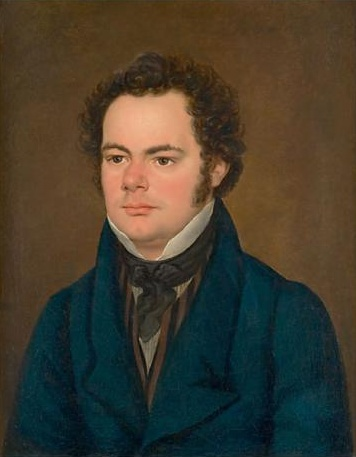
Schubert năm 1827 - Chân dung của Anton Depauly.

Fantasia in F minor (khúc kỳ ảo giọng Fa thứ) là tên bằng tiếng Áo một nhạc phẩm của Franz Schubert, là một trong những kiệt tác của ông, viết cho piano bốn tay. Nhà âm nhạc học Christopher Gibbs đã nhận định rằng: nhạc phẩm này là "một trong những tác phẩm không chỉ vĩ đại nhất mà còn tinh khiết nhất của Schubert".
Ông đã sáng tác nó vào năm 1828, năm cuối cùng của cuộc đời, dành tặng cho học trò của mình là Caroline Esterházy. Đây là nhạc phẩm thuộc hình thức Fantasia, biểu diễn toàn bộ hết khoảng 20 phút, gồm bốn chương, mỗi chương - theo quy ước đương thời - có tên là chỉ định cho nghệ sĩ biểu diễn:
1. Allegro molto moderato (vui vẻ, nhanh vừa)
2. Largo (Lơi nhịp)
3. Scherzo. Allegro vivace (Sôi động: nhanh sinh động)
4. Finale. Allegro molto moderato (Kết: vui vẻ, nhanh vừa)

## Lược sử

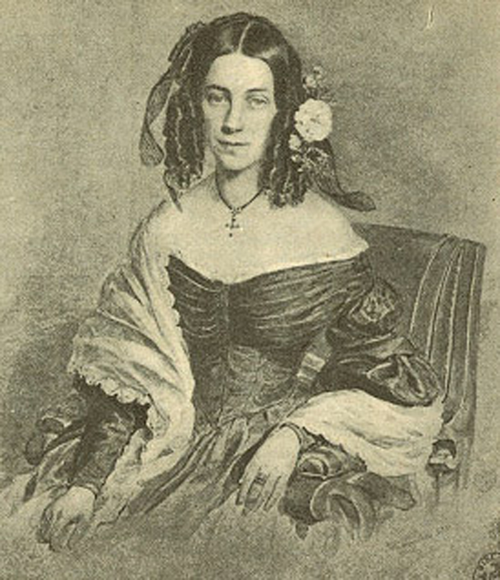
Chân dung Caroline Esterházy.

- Nữ bá tước Caroline Esterházy de Galántha (1805 - 1851) là một nữ quý tộc Hungary, đồng thời là học trò, bạn và là "nàng thơ" của Schubert. Bà cũng là người mà ông thường "yêu trộm, nhớ thầm" và là nguồn cảm hứng cho ông sáng tác bản nhạc này.[4] Schubert bắt đầu soạn nhạc phẩm này này vào tháng 1 năm 1828 ở Viên và hoàn thành vào tháng 3 cùng năm.[5] Sau đó, nhạc phẩm được công diễn lần đầu vào tháng 5 năm đó do chính ông và nghệ sĩ Franz Lachner cùng thực hiện.[6]
- Sau khi Schubert qua đời (tháng 11 năm 1928), bạn bè và gia đình của ông đã sưu tầm và tiến hành xuất bản một số tác phẩm của ông. Nhạc phẩm này là một trong những tác phẩm đó, được xuất bản nhờ Anton Diabelli vào tháng 3 năm 1829. Bản thảo gốc được lưu giữ tại Thư viện Quốc gia Áo.[5] Hiện nhạc phẩm này mang kí hiệu D.940, Op. 103 trong Danh sách các tác phẩm của F. Schubert.

## Cấu trúc nhạc phẩm
Nhạc phẩm gồm bốn chương, biểu diễn liên tục (hầu như không nghỉ giữa chuyển tiếp sang chương sau)
1. Allegro molto moderato
2. Largo
3. Scherzo. Allegro vivace
4. Finale. Allegro molto moderato

Ý tưởng cơ bản về cấu trúc một fantasia như thế này đã xuất hiện trong nhạc phẩm "Wanderer Fantasy" do ông sáng tạo, trong đó thể hiện một cầu nối giữa hình thức sonata truyền thống và nhạc thơ có giai điệu tự do hơn. Hình thức này cũng đã có ít nhiều trong fantasias của Beethoven và Mozart; sau đó đã ảnh hưởng mạnh mẽ đến Franz Liszt.

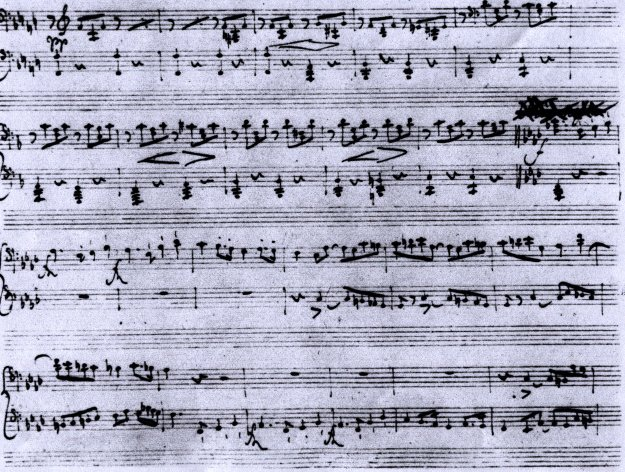
Ảnh chụp trang bản thảo một đoạn của chương II.

### Chương I
Mở đầu bằng giai điệu trữ tình đi ngay vào lòng người với tiếng dương cầm thánh thót ở nhịp điệu "thủng thẳng" gợi nhớ đến phong cách Hungary. Giai điệu chủ đề này được lặp lại ở giọng Fa trưởng (F major) rồi lặp lại ở giọng F thứ (F minor). Sau khi phát triển hai biến thể như thế, nhạc phẩm  quay trở lại biến thể của chủ đề thứ hai trong F major, nhưng điều chỉnh thành F♯ minor để chuẩn bị cho chương II.

### Chương II
Chương này khởi đầu một cách mạnh mẽ (fortissimo), có phần "sóng gió" (turbulent) tạo ra phong trào căng thẳng. Nhưng cuối chương lại nhường chỗ cho chủ đề thứ hai trầm lắng, trữ tình. Chủ đề đầu tiên lại được xuất hiện, kết thúc ở giọng C♯ trưởng (C♯ major). Người ta cho rằng phần này của Schubert ít nhiều lấy cảm hứng từ "bản hòa tấu vĩ cầm số hai" của Paganini, tức bản second violin concerto.

### Chương III
Chương này nghe tươi sáng, sống động hơn hẳn, cuối cùng kết thúc ở quãng tám C♯ dẫn đến sự chuyển đổi trở lại về F thứ cho chương kết.

### Chương IV
Chương kết này bắt đầu bằng giai điệu chủ đề chính của chương I ở cả giọng F trưởng và F thứ. Sau đó là cao trào, kết thúc đột ngột ở giọng C, thay hẳn cho giọng F. Sau một khoảng, chủ đề đầu tiên lại được vang lên rồi lắng xuống kết thúc trầm lắng. Nó đã được gọi là "nhịp điệu đáng chú ý nhất trong toàn bộ tác phẩm của Schubert".

## Bản ghi âm
Nhạc phẩm nầy đã được nhiều nghệ sĩ dương cầm nổi tiếng chọn biểu diễn, như:
- Alfred Brendel with Évelyne Crochet on Vox Box
- Sviatoslav Richter và Benjamin Britten trên Decca Records/BBC Legends
- Evgeny Kissin và James Levine trên RCA Victor
- Katia và Marielle Labèque trên Kml Recordings
- Bracha Eden và Alexander Tamir trên Brilliant Classics
- Justus Frantz và Christoph Eschenbach trên EMI
- Radu Lupu và Murray Perahia trên Sony Classical
- Evgeni Koroliov và Ljupka Hadzigeorgieva trên Tacet
- Duo Tal & Groethuysen trên Sony Classical
- Aloys và Alfons Kontarsky, Emil và Elena Gilels, cũng như Maria João Pires và Ricardo Castro ở Deutsche Grammophon
- Jörg Demus và Paul Badura-Skoda trên Westminster.
- Vitya Vronsky và Victor Babin trên US Decca
- Robert và Gaby Casadesus ở Columbia Masterworks
- Alexandre Tharaud và Zhu Xiao-Mei trên Harmonia Mundi Fr.
- Malcolm Bilson và Robert D. Levin
- Jos van Immerseel và Claire Chevallier
- Wyneke Jordans và Leo van Doeselaar
- Andreas Staier & Alexander Melnikov
- The Latsos Piano Duo (gồm Giorgi Latso và Anna Fedorova.
- Tương đối gần đây là anh em nhà Jussen.[13]